# Рёверсхаген
Рёверсхаген (нем. Rövershagen) — община в Германии, в земле Мекленбург-Передняя Померания.
Входит в состав района Бад-Доберан. Подчиняется управлению Ростоккер Хайде. Население составляет 2525 человек (на 31 декабря 2010 года). Занимает площадь 20,55 км².

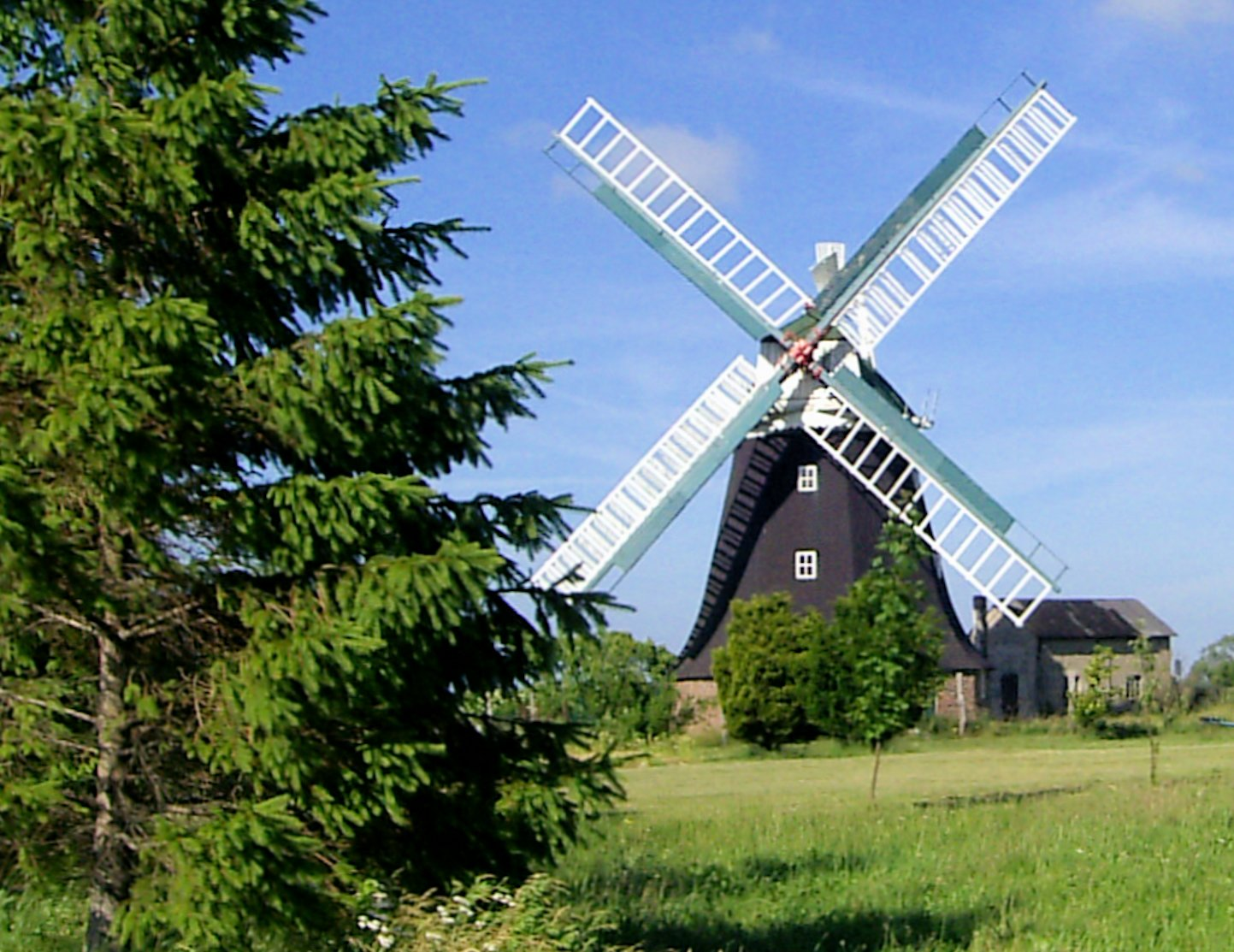
Рёверсхаген
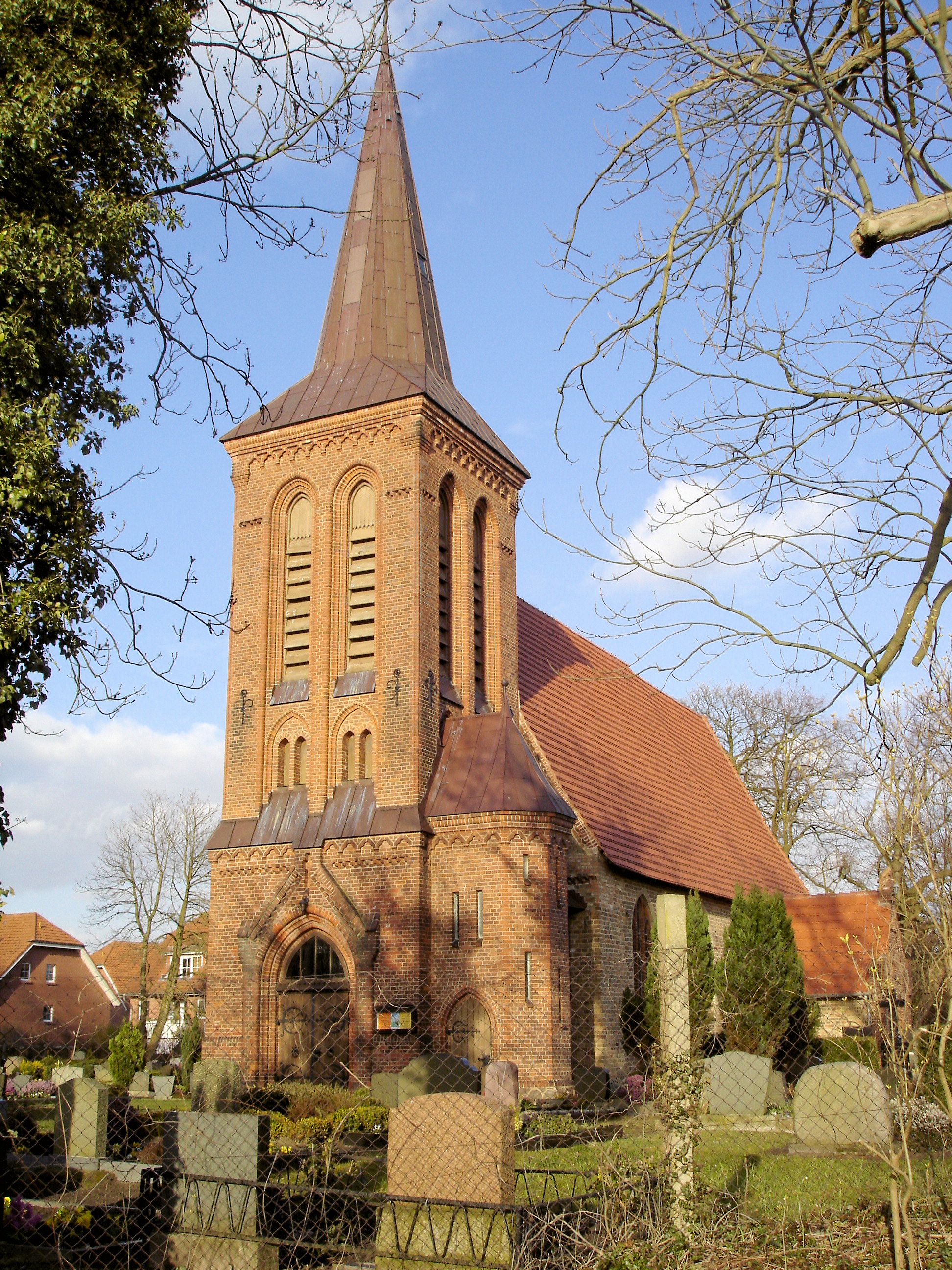
Dorfkirche
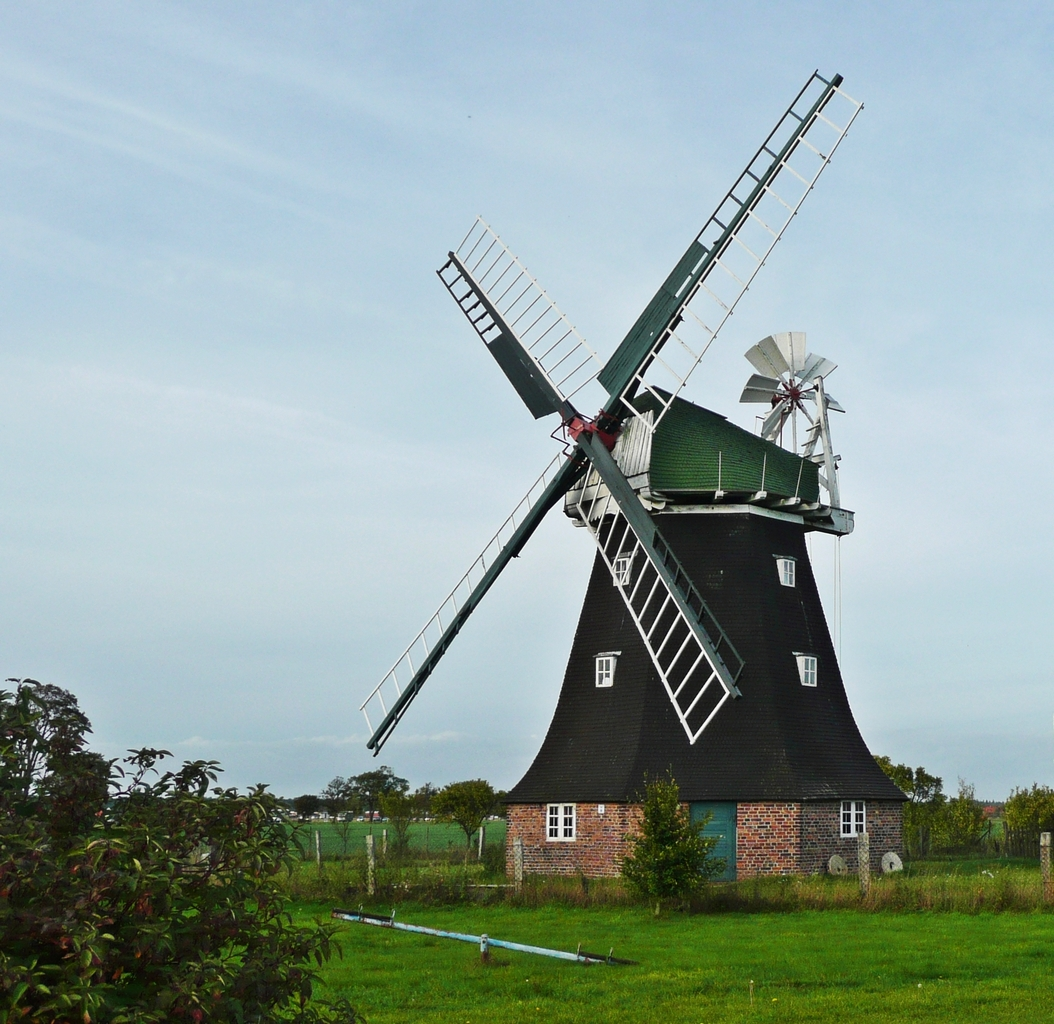
Holländerwindmühle Rövershagen
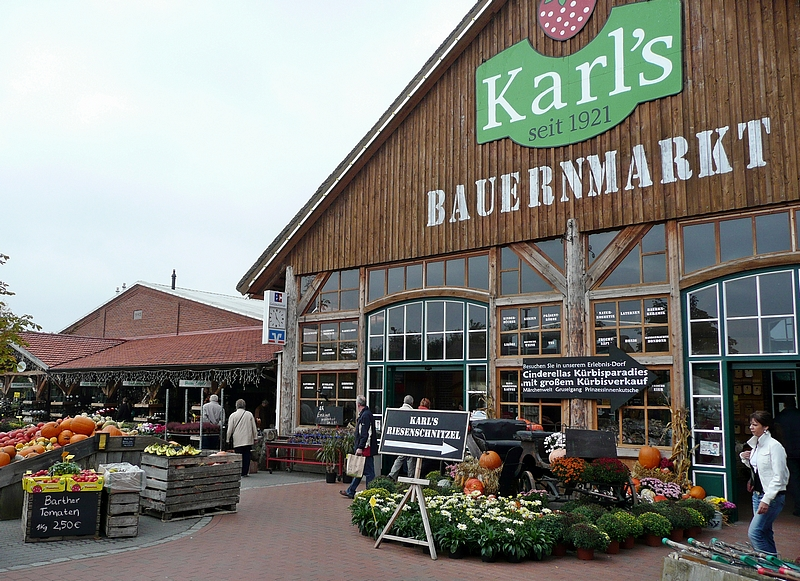
Karls Erlebnisdorf